# روسيا القيصرية
روسيا القيصرية (بالروسية:Царство Русское) هو الاسم الرسمي للدولة الروسية بين اتخاذ إيفان الرابع للقب القيصر في 1547 وحتى قيام بطرس العظيم بإنشاء الإمبراطورية الروسية عام 1721. شهدت هذه الفترة من تاريخ روسيا احتلالها للخانات إلى الشرق والتوسع في سيبيريا. كما شن القياصرة عدة حروب على السويد والعثمانيين والكومنولث البولندي الليتواني أدت إلى ظهور روسيا كقوة إقليمية كبرى.
كبرت روسيا منذ عام 1551 حتى عام 1700 بما يعادل 3500 كيلومتر مربع سنويًا. تضمنت هذه الفترة ما عُرف بزمن المحن، الذي بدأ مع أنتقال الحُكم من سلالة روريك إلى سلالة رومانوف، والعديد من الحروب مع الكومونويلث البولندي الليتواني، والدولة العثمانية والسويد إضافة إلى الفتح الروسي لسيبيريا، وصولًا إلى تغيير الأرض في عهد بطرس الأكبر، الذي تولى السلطة في عام 1689 وحول القيصرية إلى قوة أوروبية كبرى. خلال الحرب الجنوبية الكبرى، نفّذ إصلاحات جوهرية وأعلن عن الإمبراطورية الروسية بعد انتصاره على السويد في عام 1721.

## الاسم
في حين أن اسم روس والأرض الروسية يُعدّان من أقدم التسميات لدوقية موسكو الكبرى في وثائقها، ظهرت صيغة جديدة للاسم، روسيا، وأصبحت شائعة في القرن الخامس عشر. أشار ناسخو الدولة الروسية إيفان شيرني وميخائيل ميدوفارتسيف إلى روسيا باسم بوجا في ثمانينيات القرن الخامس عشر، وذكر ميدوفارتسيف أيضًا اسم «السلطة الملكية للسيادة الروسية». تعايشت روسيا في القرن التالي مع اسم روس وظهر في نقش على البوابة الغربية لكاتدرائية التجلي في دير سباسو ياكوفليفسكي في ياروسلافل (1515)، وعلى حالة أيقونة ثيوتوكس فلاديمير (1514)، وفي عمل مكسيموس اليوناني، والكرونوغراف الروسي الذي كتبه دوسيفي توبوركوف (؟-1543/1544) في الفترة بين 1516-1522 حسب مصادر أخرى.
في عام 1547، تقلّد إيفان الرابع لقب «القيصر والدوق الأكبر لكل روسيا» وتوُّج في 16 يناير، وتحولت بذلك دوقية موسكو إلى قيصرية روسيا، أو «قيصرية روسيا الكبرى»، مثلما سماها بطريرك القسطنطينية جيرميا الثاني في وثيقة التتويج، وفي العديد من النصوص الرسمية، لكن ظلّ يُشار إلى الدولة باسم موسكوفيا (بالإنجليزية: موسكوفي) على امتداد أوروبا، وبشكل أساسي في أجزائها الكاثوليكية، على الرغم من أن هذا المصطلح اللاتيني لم يُستخدم أبدًا في روسيا. يظهر أن اسمي «روسيا» و«موسكوفيا» قد تواجدا معًا بشكل تبادلي خلال القرن السادس عشر والقرن السابع عشر في خرائط غربية ومصادر مختلفة تستخدم أسماء مختلفة، بذلك سُميت الدولة «روسيا، أو موسكوفيا» أو «روسيا، المعروفة شعبيًا باسم موسكوفيا». كانت معروفة في القرن السادس عشر بكلا اسمي روسيا وموسكوفي. كان الإنجليز البارزون مثل غايلز فليتشر، مؤلف كتاب الثروة العامة الروسية (1591)، وسامويل كولينز، مؤلف كتاب الدولة الحالية لروسيا (1668)، اللذان زار كل منهما روسيا، متآلفين مع مصطلح روسيا واستخدموه في أعمالهم. كان الأمر مشابهًا بالنسبة للعديد من المؤلفين الآخرين، من ضمنهم جون ميلتون، الذي ألف كتاب تاريخ موجز لموسكوفيا ولدول أخرى أقل شهرة تقع شرق روسيا، ونُشر بعد وفاته، وبدأه بالكلمات التالية: «إمبراطورية موسكوفيا، أو روسيا مثلما يُسميها البعض الآخر...».
استُبدلت كلمة روسيا، في قيصرية روسيا، بالاسم القديم روس في الوثائق الرسمية، على الرغم من أن اسمي روسيا والأرض الروسية كانا ما يزالان شائعين ومرادفين لها، وظهرت غالبًا في صيغة روسيا الكبرى، وهو الاسم الذي يعتبر نموذجيًا أكثر بالنسبة للقرن السابع عشر، في حين كانت الدولة معروفة أيضًا باسم قيصرية روسيا العظمى.
وفقًا للمؤرخين المميزين مثل آليكسندر زيمين وآنا خوروشكيفيتش، فإن الاستخدام المستمر لمصطلح موسكوفيا كانت نتيجة للعادة التقليدية والحاجة للتمييز بين موسكوفيت والجزء الليتواني من روس، إلى جانب المصالح السياسية للكومونويلث الليتواني البولندي، الذي كان يتنافس مع موسكو على المناطق الغربية من روس. استُخدم مصطلح موسكوفيا بدلًا من روسيا في عدة أجزاء من أوروبا، بسبب الدعاوي التبشيرية للكومونويلث واليسوعيين، حيث كان هناك نقص في المعرفة المباشرة للبلاد قبل حكم بطرس الأكبر. من ناحية ثانية، في أوروبا الشمالية وفي بلاط الإمبراطورية الرومانية المقدسة، كان البلد معروفًا باسمه الخاص روسيا. استخدم زيغيزموند فون هيربرشتاين، سفير الإمبراطور الروماني المقدس في روسيا، كلًا من روسيا وموسكوفيا في أعماله عن القيصرية الروسية وأشار إلى أنه: «يعتقد الأغلبية أن اسم روسيا متحول من روكسولانيا. يدحض سكان موسكو ذلك قائلين إن بلدهم كانت تُدعى في الأصل روسيا. وضح الكابتن الفرنسي جاك مارغريت، الذي عمل في روسيا وترك شرحًا تفصيليًا للإمبراطورية الروسية في بداية القرن السابع عشر كان قد قُدّم إلى الملك هنري الرابع، بأن الأجانب يرتكبون خطأً عندما يدعونهم بسكان موسكو وليس الروس. عندما يُسألون عن جنسيتهم يقولون إنهم «روساك» والتي تعني روس، وعندما يُسألون عن المكان الذي جاؤوا منه، يكون الجواب موسكو، فولوغدا ورياسان ومدن أخرى. كان أقرب نظير للمصطلح اللاتيني موسكوفيا في روسيا هو «قيصرية موسكو»، أو «موسكو القيصرية»، والذي كانت يُستخدم مع اسم «روسيا»، وذلك أحيانًا في جملة واحدة، مثلما في اسم العمل الروسي في القرن السابع عشر والذي حمل عنوان عن دولة موسكو الروسية العظيمة والمجيدة.

## معرض صور

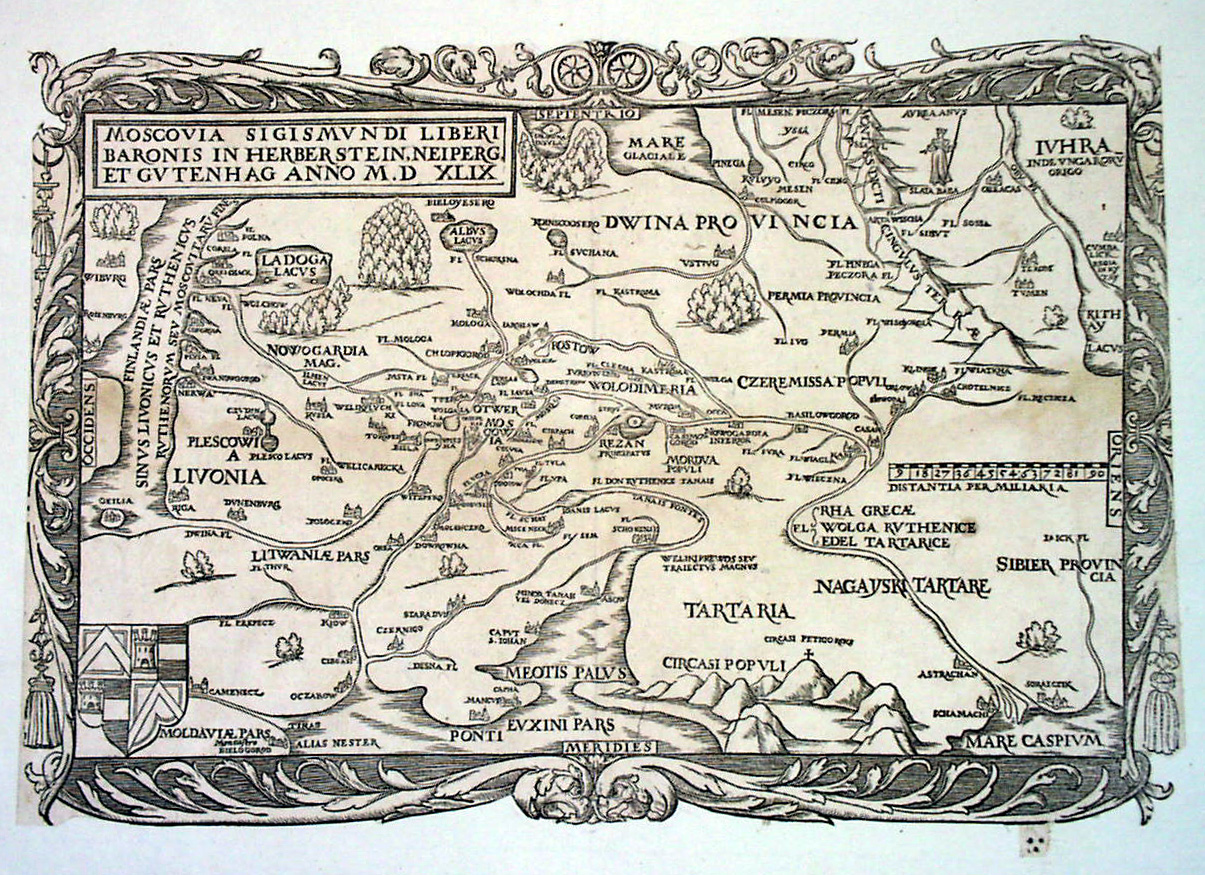
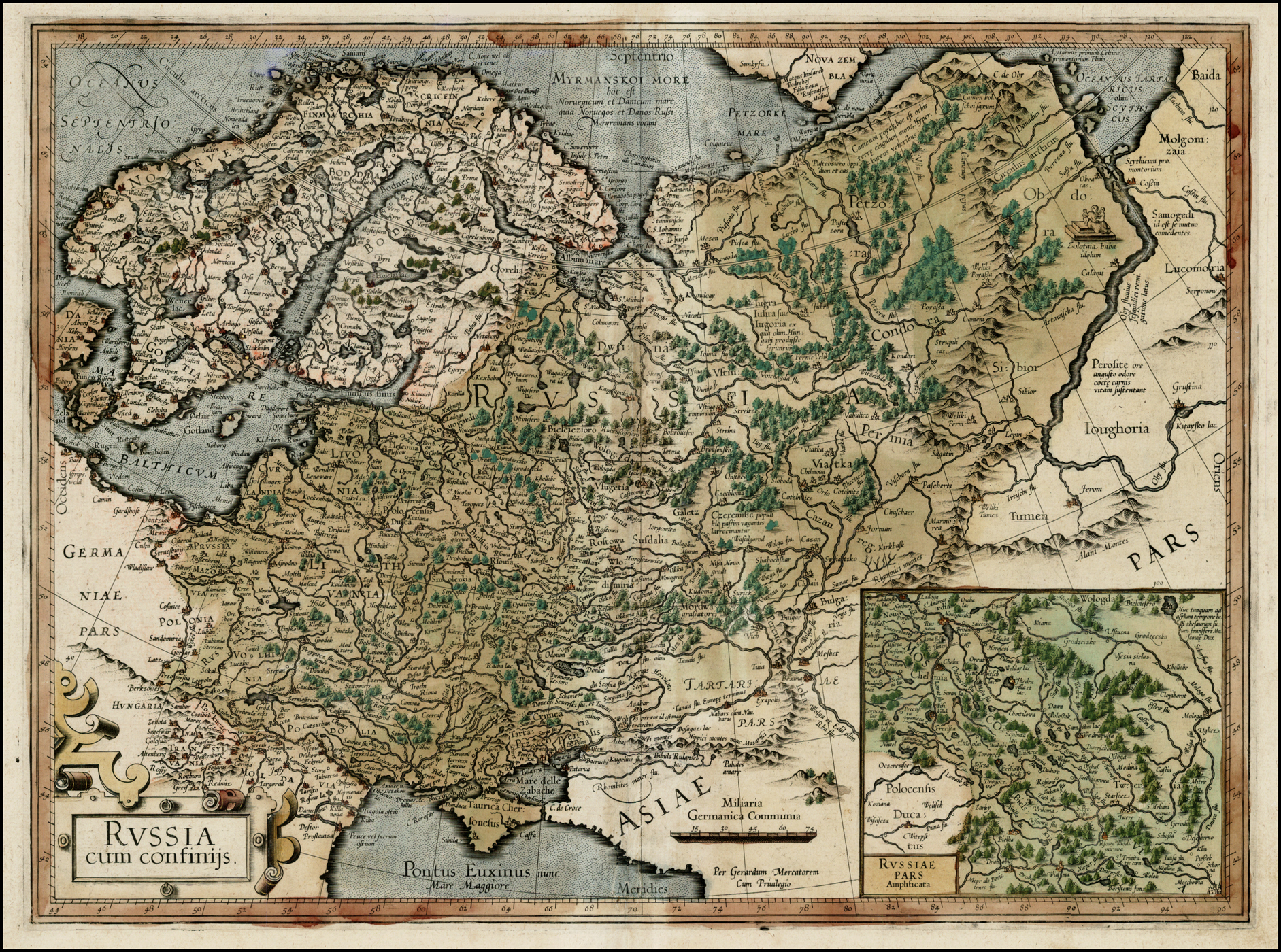
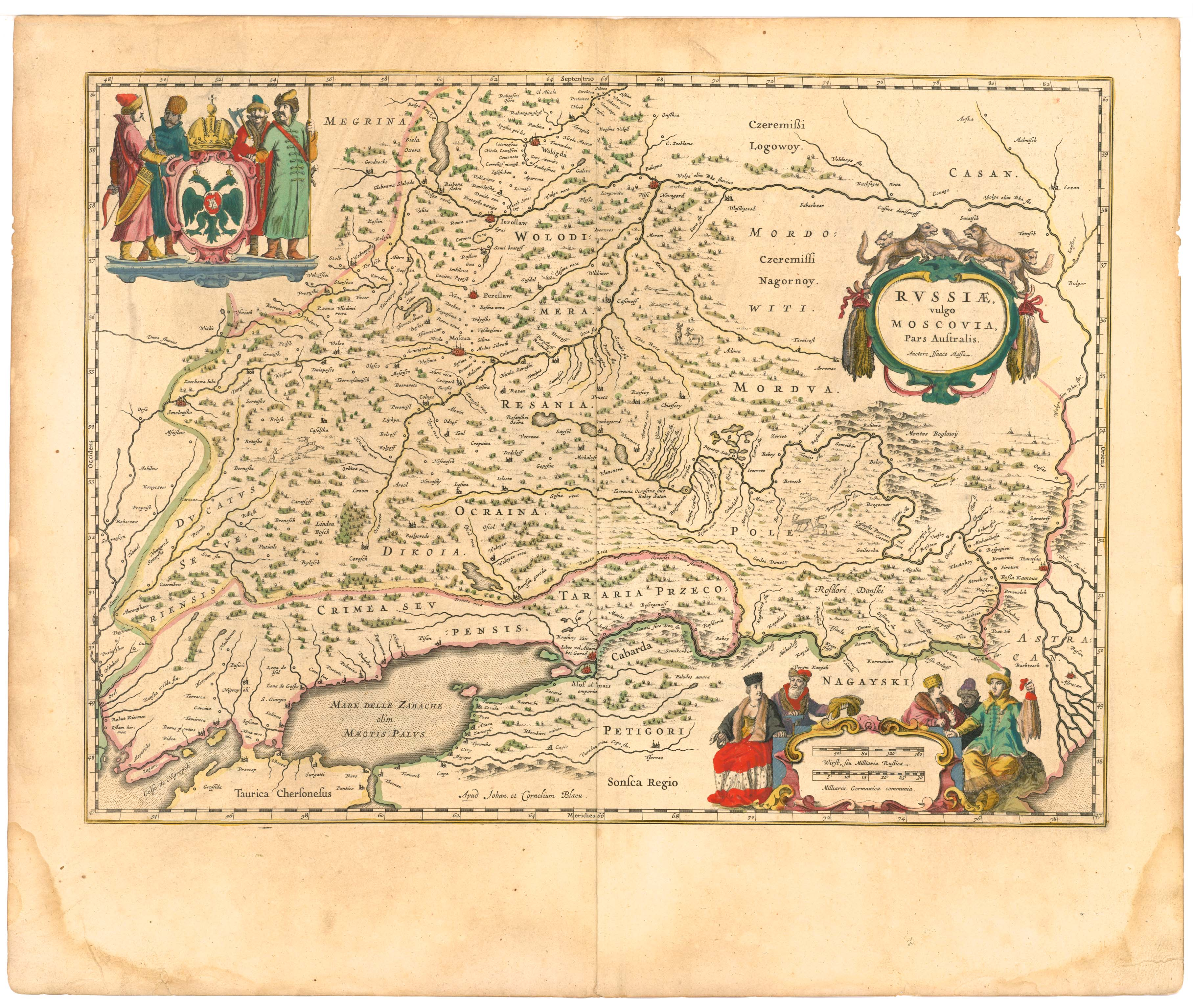